# Čuolddajávri
Čuolddajávri, enligt tidigare ortografi Tjuoltajaure, är en sjö i Gällivare kommun i Lappland och ingår i Kalixälvens huvudavrinningsområde. Sjön har en area på 4,38 kvadratkilometer och ligger 741 meter över havet. Tjuoltajaure ligger i Torne och Kalix älvsystem Natura 2000-område. Sjön avvattnas av vattendraget Čuolddajohka.

## Delavrinningsområde
Čuolddajávri ingår i det delavrinningsområde (751428-163046) som SMHI kallar för Inloppet i Tjuoltajaure. Medelhöjden är 839 meter över havet och ytan är 41,66 kvadratkilometer. Räknas de 4 avrinningsområdena uppströms in blir den ackumulerade arean 89,15 kvadratkilometer. Čuolddajohka som avvattnar avrinningsområdet har biflödesordning 2, vilket innebär att vattnet flödar genom totalt 2 vattendrag (Kaitumälven och Kalixälven) innan det når havet efter 398 kilometer. Avrinningsområdet består mestadels av kalfjäll (88 procent). Avrinningsområdet har 4,92 kvadratkilometer vattenytor vilket ger det en sjöprocent på 11,8 procent.